# HD 96484
HD 96484，又名CD-50 5693，SAO 238775、HR 4321，是一颗恒星，视星等为6.32，位于銀經286.57，銀緯8.55，其B1900.0坐标为赤經11h 2m 0s，赤緯-50° 8.55′ 59″。